# Bryogramma
Bryogramma là một chi bướm đêm thuộc họ Noctuidae.